# 吉布斯冰川
68°28′S 66°0′W / 68.467°S 66.000°W
吉布斯冰川（英語：Gibbs Glacier）是南極洲的冰川，位於葛拉漢地，全長28公里，最終注入默凱特冰山麓北部，由美國探險隊繪入地圖，以英國測量隊的測量員命名。